# توم ساندبرغ (مصور)
توم ساندبرغ (بالنرويجية البوكمول: Tom Sandberg)‏ هو مصور نرويجي، ولد في 14 سبتمبر 1953 في نارفيك في النرويج، وتوفي في 5 فبراير 2014.

## وصلات خارجية
- توم ساندبرغ على موقع ديسكوغز (الإنجليزية)